# Ukrainas damlandslag i handboll
Ukrainas damlandslag i handboll har börjat plocka mästerskapsmedaljer på 2000-talet.

## Övriga meriter
- EM i handboll
  - Ett silver (2000).